# Run of the Mill (chanson de George Harrison)
Pour les articles homonymes, voir Run of the Mill.
Pistes de All Things Must Pass
Let It Down Beware of Darkness
Run of the Mill est une chanson écrite par George Harrison, parue le 30 novembre 1970 sur son triple album, All Things Must Pass. Décrit comme un poème sur l'amitié perdue, Run of the Mill fut composée dans les derniers mois d'existence des Beatles. Comme pour Wah-Wah, Harrison met en lumière les tensions apparue entre lui et Paul McCartney à propos de son management d'Apple Corps.

## Personnel
- George Harrison – guitare acoustique
- Gary Wright – orgue
- Bobby Whitlock - orgue
- Carl Radle – basse
- Jim Gordon – batterie
- Bobby Keys - saxophone
- Jim Price - Trompette

## Équipe technique
- George Harrison, Phil Spector – production
- Ken Scott – ingénieur du son
- Phil McDonald – ingénieur du son